# Nectria jungneri
Nectria jungneri är en svampart som beskrevs av Henn. 1895. Nectria jungneri ingår i släktet Nectria och familjen Nectriaceae.   Inga underarter finns listade i Catalogue of Life.